# New Beat (álbum)
New Beat es un álbum de rock estrenado en 2002, del trío con sede en Nueva York, The Exit.

## Lista de canciones
1. "Worthless"
2. "Lonely Man's Wallet"
3. "Sit And Wait"
4. "Scream And Shout"
5. "Trapped"
6. "Find Me"
7. "Still Waiting"
8. "When I'm Free"
9. "Defacto"
10. "Question The Chorus"
11. "Watertown"

- Datos: Q7005456